# ロワイヤル・ド・リュクス
ロワイヤル・ド・リュクス（Royal de Luxe、1979年 - ）は、ジャン＝リュック・クールクー（Jean-Luc Courcoult）が南仏・エクサンプロヴァンスに設立したパフォーマンス集団(大道芸劇団)。創立以来、フランス国内はもちろん、世界各地（フランス、ベルギー、イギリス、アイスランド、チリ、オーストラリア等）で実施している。
マネキンを使ったショー等も行っているが、主には、ひとつのストーリーに沿って、動物や巨人などの巨大な人形が、まるで生きているかのように町中を練り歩くショーをしている。ストーリーは事前に公表されず、ひとつのストーリーを数日間にわたってする。2007年まで巨大な人形を製作していたのは、フランソワ・ドゥラロジエール（ラ・マシン芸術監督）ほか。

## 略歴
- 1979年　南仏、エクサンプロヴァンスに設立
- 1984年　トゥールーズへ移転
- 1987年　ヨーロッパ、ラテンアメリカ、ケベック、アフリカ、ソ連などでショー(パフォーマンス)を実施
- 1989年10月　トゥールーズからナントへ移転。'La veritable histoire de France(フランスの本当の歴史)'ショーを開始。フランスやヨーロッパの各地で上演。
- 1992年　(4つのカンパニー共同で)アメリカ大陸発見500年記念事業に参加。
- 1993年　ディジョン、アンヴェール、ナント、サン＝ブリユーでパフォーマンスを行う。
- 1993年9月　フランス(ル・アーブル)で'Le Geant tombe du ciel'(空から落ちてきた巨人)を創作。登場する人形は巨人。
- 1994年　フランス各地を回ったスペクタクルは'Le Geant, dernier voyage'(空から落ちてきた巨人　最後の旅）で幕を下ろす。
- 1994年の終わりから1995年の5月　'Le peplum'(古代史劇）を創作。登場する人形はスフィンクス。
- 1995年から1996年にかけて　フランスとヨーロッパの各地で上演。
- 1997年　様々なショーを各地で上演。
- 1997年10月から1998年3月　カメルーン北部で6か月の演劇的冒険を行う。登場する人形は黒人の子供。巨人と黒人の子供がカメルーンの町を歩くスペクタクルで、黒人の子供と共にアフリカから戻った巨人は'Retour d'Afrique'(アフリカからの帰還)としてフランスにも現れる(ル・アーブル、1998年6月5日-7日)。
- 1999年　アフリカとヨーロッパを扱ったショーを行う。

- 2000年8月　キリンと黒人の子供のショー'Les Chasseurs de Girafes'(キリンを狩る者たち)を行う。
- 2006年頃　象と少女のショー'The Sultan's Elephant'(インターネット上の動画投稿サイトでは、The Little Girl Giantとよばれている）をロンドン等6つの都市で開催。
- 2009年　6月ナントで、ダイバー（巨人）と船のショー開催予定。ニューヨーク、ベルリン等でも上演される予定。

## リリースアイテム
- DVD『巨人の神話』（収録：1993年-2001年、制作：2006年、発売：2009年）
  - 原題：Royal Deluxe et LEMYTHEDUGEANT　
  - 監督：ドミニク・ドリューズ、パフォーマンス・演出：ロワイヤル・ド・リュクス、機械：フランソワ・ドゥラロジエール、ロワイヤル・ド・リュクス、ほか

- DVD『スルタンの象と少女』（収録：2006年フランス、制作：2007年、発売：2009年）
  - 原題：LA VISITE DU SULTAN DES INDES SUR SON ELEPHANT A VOYAGER DANS　LE TEMPS
  - 監督：ドミニク・ドリューズ、パフォーマンス・演出：ロワイヤル・ド・リュクス、機械：ラ・マシン

- 書籍『スルタンの象 ～それから大きい小さい女の子の話～』
  - ジャン＝リュック・クールクー著、前之園望訳、やまだないと絵

## 参照
La Princesse (巨大な機械のクモ、2008)は、ロワイヤル・ド・リュクス設立初期(1987-)からのメンバー、フランソワ・ドゥラロジエール(Francois Delaroziere)が設立した別の劇団「ラ・マシン」(1999-)が製作、演出をした。La Princesseは、イギリス・リバプール(2008)、日本・横浜(2009)で紹介されている。